# Când ești tânăr, lumea este a ta
Când ești tânăr, lumea este a ta  (titlul original: în germană Wenn du jung bist, gehört dir die Welt) este un film de comedie-dramatică austriac, realizat în 1933 de regizorul Richard Oswald, 
protagoniști fiind actorii Joseph Schmidt, Szöke Szakall, Otto Tressler și Liliane Dietz. 

## Conținut
Carlo, fiul menajerei Theresa, are o voce minunată de tenor, dar trebuie să urmeze dorințele lui Rossani, proprietarul castelului și să lucreze la el ca grădinar. El însă, visează să devină un mare cântăreț. Carlo este îndrăgostit în secret de Lisetta, frumoasa fiică blondă a proprietarului. Și-a petrecut copilăria și tinerețea împreună cu ea și cu Roberto, fiul organistului.
Au trecut câțiva ani fără să se întâmple ceva între Carlo și Lisetta. De o vreme, tânăra s-a îndrăgostit de Roberto, fără ca prietenul său Carlo să știe despre asta. Cu ocazia împlinirii a 21 de ani a Lisettei, Carlo vede ultima sa șansă de a o cuceri, cântându-i o arie, dar mama sa respinge această sugestie. Dezamăgit, Carlo se plânge de suferințele sale prietenului și protectorului său Beppo care îl sfătuiește să meargă să-și cultive vocea până la perfecțiune cu un profesor și apoi să-și încerce din nou norocul la Lisetta.
Cu banii economisiți de mama sa, Carlo se mută la oraș cu Beppo. Din întâmplare, își poate arăta talentul atunci când înlocuiește un cântăreț răgușit. Deodată, Carlo este sărbătorit ca o mare descoperire și o carieră mondială pare a fi deschisă pentru el, dar lui Carlo nu-i pasă de carieră, singurul lucru care îl interesează este dragostea sa pentru Lisetta. Dar ea s-a hotărât mai demult pentru Roberto. Din moment ce Carlo nu poate vedea ce e în inima ei, el se aruncă fără ezitare în ajutor, când aude de datoria mare a lui Rossani și de dragul Lisettei, îl pune pe Beppo să-i cumpere toate polițele, pentru ca tatăl Lisettei să nu falimenteze. 
După un turneu de succes în America, Carlo vrea la o petrecere în cinstea lui, să-i mărturisească Lisettei dragostea sa, dar Rossani o ia înainte și anunță logodna fiicei sale cu Roberto. Auzind asta, Carlo rupe polițele lui Rossani și se retrage în lumea muzicii.

## Distribuție
- Joseph Schmidt – Carlo Cordini
- Szöke Szakall – Beppo, prietenul său
- Otto Tressler – proprietarul Rossani
- Liliane Dietz – Lisetta, fiica sa
- Walter Edthofer – Roberto, logodnicul ei
- Ernst Arndt – tatăl său, organistul satului
- Frida Richard – Theresa, mama lui Carlo
- Gerd Oswald – Giuseppe, un băiat de cai
- Arthur Preuss – tenorul
- Richard Eybner – directorul teatrului
- Karl Ehmann – un ușier
- Eugen Günther – recuzitorul
- Reinhold Häussermann – un oaspete enervat al hotelului
- Jack Mylong-Münz – jurnalistul
- Karl Kneidinger – Kaufmann

## Melodii din film (selecție)
Toate melodiile din film sunt interpretate de Joseph Schmidt.
- Wenn du jung bist, gehört dir die Welt – text: Hans May/muzica: Ernst Neubach;
- Tiritomba – cântec tradițional marinăresc napolitan;
- Ach, so fromm, ach so traut din opera Martha de Friedrich von Flotow;
- Nur wer die Sehnsucht kennt – text: Hans May/muzica: Ernst Neubach;
- Lisetta – text: Hans May/muzica: Ernst Neubach;